# Summer Festival 2016
La quarta edizione del Summer Festival (denominata Coca-Cola Summer Festival) è andata in onda ogni lunedì dal 4 al 25 luglio 2016 su Canale 5 e in radio su RTL 102.5 (partner ufficiale dell'evento) per quattro puntate con la conduzione di Alessia Marcuzzi, affiancata per il terzo anno consecutivo da Angelo Baiguini e Rudy Zerbi.
Le quattro puntate sono state registrate in altrettante serate, da giovedì 23 a domenica 26 giugno, in Piazza del Popolo a Roma, che per il terzo anno di fila ha ospitato la manifestazione canora. Le quattro registrazioni dell'evento sono state seguite in diretta da RTL 102.5, che ha anche trasmesso in chiaro sul proprio canale televisivo le serate, in virtù di una telecamera fissa che riprendeva principalmente il pubblico in piazza e solamente la parte destra, esigua, del palco. Inoltre, la stessa radio ha arricchito il contenuto delle serate grazie a delle interviste realizzate ad alcuni degli artisti partecipanti subito dopo la propria esibizione, in particolare al vincitore di tappa.
Anche in questa edizione sono state presenti due gare parallele: quella tra i Big che ha eletto la Canzone dell'Estate 2016 e quella tra i cantanti emergenti, i Giovani.

## Giovani
Anche per questa quarta edizione, il Summer Festival dà la possibilità a sei giovani ragazzi più o meno conosciuti su YouTube, Facebook ed altri social network di cantare i propri inediti davanti ad una platea come quella di Piazza del Popolo, facendo esibire 2 ragazzi nelle prime 3 serate e decretandone ogni volta un vincitore, il quale successivamente andrà a scontrarsi con gli altri 2 vincitori nella quarta ed ultima puntata. Quest'anno i giovani partecipanti sono stati i seguenti:
| Cantante        | Brano in gara  | Puntate | Puntate | Puntate | Puntate |
| Cantante        | Brano in gara  | 1       | 2       | 3       | 4       |
| Irama           | Tornerai da me | N.D.    |         | N.D.    |         |
| Ermal Meta      | A parte te     |         | N.D.    | N.D.    |         |
| Madh            | Powerlife      | N.D.    | N.D.    |         |         |
| Artù            | Roma d'estate  | N.D.    |         | N.D.    | N.D.    |
| Lelio Morra     | Dedicato a chi |         | N.D.    | N.D.    | N.D.    |
| Marianne Mirage | La vie         | N.D.    | N.D.    |         | N.D.    |

Vincitori delle singole puntate
1. Ermal Meta - A parte te vs Lelio Morra - Dedicato a chi
2. Artù - Roma d'estate vs Irama - Tornerai da me
3. Madh - Powerlife vs Marianne Mirage - La vie

Vincitore puntata finale
1. Irama - Tornerai da me

## Big
Durante le 4 serate di questa quarta edizione del programma si sono alternati i seguenti cantanti, sia in gara che fuori gara.
| Artista                             | Esibizione | Puntate | Puntate | Puntate | Puntate |
| Artista                             | Esibizione | 1       | 2       | 3       | 4       |
| Annalisa                            | Se avessi un cuore (1ª e 4ª serata) e All That She Wants (4ª serata)                                                                     |         | N.D.    | N.D.    |         |
| Benji & Fede (feat. Xriz)           | Eres mìa | N.D.    |         | N.D.    |         |
| Alessandra Amoroso                  | Vivere a colori e Reach out (I'll be there) (1ª serata); Vivere a colori e Io che amo solo te (2ª serata)                                |         |         | N.D.    | N.D.    |
| Alessio Bernabei                    | Io e te = la soluzione | N.D.    |         | N.D.    | N.D.    |
| Álvaro Soler                        | Sofia |         | N.D.    | N.D.    | N.D.    |
| Álvaro Soler (feat. Emma)           | Libre |         | N.D.    | N.D.    | N.D.    |
| Antonino                            | Gira | N.D.    | N.D.    |         | N.D.    |
| Arisa                               | Una notte ancora |         | N.D.    | N.D.    | N.D.    |
| Aston Merrygold                     | Get stupid | N.D.    | N.D.    |         | N.D.    |
| Baby K                              | Venerdì | N.D.    | N.D.    |         | N.D.    |
| Biagio Antonacci                    | Medley: Iris (tra le tue poesie), Ti penso raramente e Non vivo più senza te. One day (tutto prende un senso) in ricordo di Pino Daniele | N.D.    | N.D.    | N.D.    |         |
| Bianca Atzei                        | La strada per la felicità (Laura) | N.D.    | N.D.    |         | N.D.    |
| Bob Sinclar                         | Someone who needs me | N.D.    | N.D.    | N.D.    |         |
| Briga                               | Baciami | N.D.    | N.D.    |         | N.D.    |
| Chiara Grispo                       | Come on |         | N.D.    |         | N.D.    |
| Clean Bandit (feat. Louisa Johnson) | Tears | N.D.    | N.D.    | N.D.    |         |
| Conrad Sewell                       | Taste the feeling | N.D.    |         | N.D.    | N.D.    |
| Dear Jack                           | La storia infinita | N.D.    | N.D.    |         | N.D.    |
| Elisa                               | Love me forever e Almeno tu nell'universo (1ª serata); No Hero (2ª serata)                                                               |         |         | N.D.    | N.D.    |
| Elodie                              | Amore avrai | N.D.    |         | N.D.    |         |
| Emis Killa                          | Cult | N.D.    | N.D.    |         |         |
| Emma                                | Il paradiso non esiste (2ª e 3ª serata) e Se stasera sono qui (2ª serata)                                                                | N.D.    |         |         | N.D.    |
| Fabio Rovazzi                       | Andiamo a comandare | N.D.    | N.D.    | N.D.    |         |
| Fabrizio Moro                       | Sono anni che ti aspetto |         | N.D.    |         | N.D.    |
| Flo Rida (feat. Arianna)            | Who did you love | N.D.    |         | N.D.    | N.D.    |
| Francesca Michielin                 | Un cuore in due | N.D.    |         | N.D.    | N.D.    |
| Francesco Renga                     | Il bene (1ª, 2ª e 3ª serata) e Ancora tu (1ª serata)                                                                                     |         |         |         | N.D.    |
| Gianna Nannini                      | America | N.D.    |         | N.D.    | N.D.    |
| Giusy Ferreri                       | Volevo te (1ª e 3ª serata) e Ma il cielo è sempre più blu (3ª serata)                                                                    |         | N.D.    |         | N.D.    |
| Gué Pequeno & Marracash             | Nulla accade (1ª serata) e Insta Lova (2ª serata)                                                                                        |         |         | N.D.    | N.D.    |
| Il Pagante                          | Bomber |         | N.D.    | N.D.    | N.D.    |
| Il Volo                             | Medley: Maria, 'O paese d'o sole e Granada (con Andrea Griminelli)                                                                       | N.D.    | N.D.    |         | N.D.    |
| Irene Fornaciari                    | Questo tempo | N.D.    | N.D.    | N.D.    |         |
| J-Ax & Fedez                        | Vorrei ma non posto | N.D.    | N.D.    | N.D.    |         |
| Janieck                             | Feel the love | N.D.    | N.D.    |         | N.D.    |
| Kungs                               | This Girl | N.D.    | N.D.    | N.D.    |         |
| Lele                                | Through this noise | N.D.    |         | N.D.    | N.D.    |
| Lorenzo Fragola                     | Luce che entra | N.D.    |         | N.D.    |         |
| Lost Frequencies (feat. Janieck)    | Reality | N.D.    | N.D.    |         | N.D.    |
| LP                                  | Lost on you | N.D.    |         | N.D.    | N.D.    |
| Luca Carboni                        | Happy | N.D.    | N.D.    |         |         |
| Lukas Graham                        | Mama Said e 7 Years |         | N.D.    | N.D.    | N.D.    |
| Marco Carta                         | Non so più amare | N.D.    | N.D.    |         | N.D.    |
| Max Gazzè                           | Ti sembra normale | N.D.    | N.D.    |         | N.D.    |
| Max Pezzali                         | Due anime e Sei un mito | N.D.    |         | N.D.    | N.D.    |
| Nek                                 | Uno di questi giorni (1ª, 3ª e 4ª serata) e Se telefonando (4ª serata)                                                                   |         | N.D.    |         |         |
| Noemi                               | Idealista! |         | N.D.    |         |         |
| Paolo Simoni                        | Io non mi privo | N.D.    |         | N.D.    | N.D.    |
| Pooh                                | Ancora una canzone | N.D.    |         | N.D.    | N.D.    |
| Rocco Hunt                          | Sto bene così | N.D.    | N.D.    | N.D.    |         |
| Ron                                 | Una città per cantare e Futura | N.D.    | N.D.    | N.D.    |         |
| Samuele Bersani                     | La fortuna che abbiamo | N.D.    | N.D.    | N.D.    |         |
| Sergio Sylvestre                    | Big Boy (1ª, 3ª e 4ª serata) e Est-ce que tu m'aimes? (3ª serata)                                                                        |         | N.D.    |         |         |
| Stadio                              | Un giorno mi dirai |         | N.D.    | N.D.    | N.D.    |
| The Kolors                          | Me Minus You (1ª e 3ª serata) e Il Mondo/We are young (3ª serata)                                                                        |         | N.D.    |         | N.D.    |
| Tiromancino                         | Piccoli miracoli (1ª serata) e Tra di noi (4ª serata)                                                                                    |         | N.D.    | N.D.    |         |
| Zucchero Fornaciari                 | 13 buone ragioni e Partigiano reggiano                                                                                                   |         | N.D.    | N.D.    | N.D.    |

## Ospiti

### Esibizioni d'apertura di serata
- Zucchero Fornaciari - 13 buone ragioni (1ª serata).
- Pooh - Ancora una canzone (2ª serata).
- Lost Frequencies (feat. Janieck) - Reality (3ª serata).
- Biagio Antonacci - Medley: Iris (tra le tue poesie), Ti penso raramente e Non vivo più senza te (4ª serata).

### Altri ospiti di serate
- Fiorella Mannoia, per presentare il progetto di Loredana Bertè Amiche in Arena contro il femminicidio, tenutosi all'Arena di Verona il 19 settembre 2016 (1ª serata).
- Gianna Nannini - America (2ª serata).
- Il Volo - Medley di classici: Maria, 'O paese d'o sole e Granada (3ª serata).
- Biagio Antonacci - One day (tutto prende un senso), duetto immaginario dell'artista con Pino Daniele, in ricordo del cantautore napoletano scomparso nel 2015 (4ª serata).

## Classifiche
A differenza delle precedenti edizioni del programma, nelle quali venivano elencati dalla conduttrice Alessia Marcuzzi in ogni puntata le prime 5 canzoni più votate dal quinto al primo posto, durante questa quarta edizione viene semplicemente annunciato il nome della canzone vincitrice, tralasciando quindi definitivamente i successivi 4 posti della classifica.
Di seguito l'elenco delle canzoni vincitrici di tappa, incluso il brano proclamato Canzone dell'estate 2016.
| Posizione | Vincitore 1ª puntata | Vincitore 2ª puntata | Vincitore 3ª puntata         | Vincitore 4ª puntata | Vincitore assoluto - Canzone dell'estate 2016 |
| --------- | -------------------- | -------------------- | ---------------------------- | -------------------- | --------------------------------------------- |
| 1         | Álvaro Soler - Sofia | Elodie - Amore avrai | Aston Merrygold - Get stupid | Kungs - This Girl    | Kungs - This Girl                             |

## Ascolti
| Puntata | Registrazione  | Messa in onda  | Telespettatori | Share  | Ospiti                                |
| ------- | -------------- | -------------- | -------------- | ------ | ------------------------------------- |
| 1       | 23 giugno 2016 | 4 luglio 2016  | 3 144 000      | 18,26% | Zucchero Fornaciari, Fiorella Mannoia |
| 2       | 24 giugno 2016 | 11 luglio 2016 | 2 941 000      | 16,67% | Pooh, Gianna Nannini                  |
| 3       | 25 giugno 2016 | 18 luglio 2016 | 2 845 000      | 15,61% | Il Volo                               |
| 4       | 26 giugno 2016 | 25 luglio 2016 | 2 478 000      | 14,16% | Biagio Antonacci                      |
| Media   | Media          | Media          | 2 852 000      | 16,17% |                                       |